# Драбант
Драбант, трабант (нім. Drabant, Trabant — охоронець) — охоронець правителя держави чи воєначальника, солдат почесної варти. Також офіцерський денщик у козацьких і міліцейських частинах Росії